# Hemdgewand

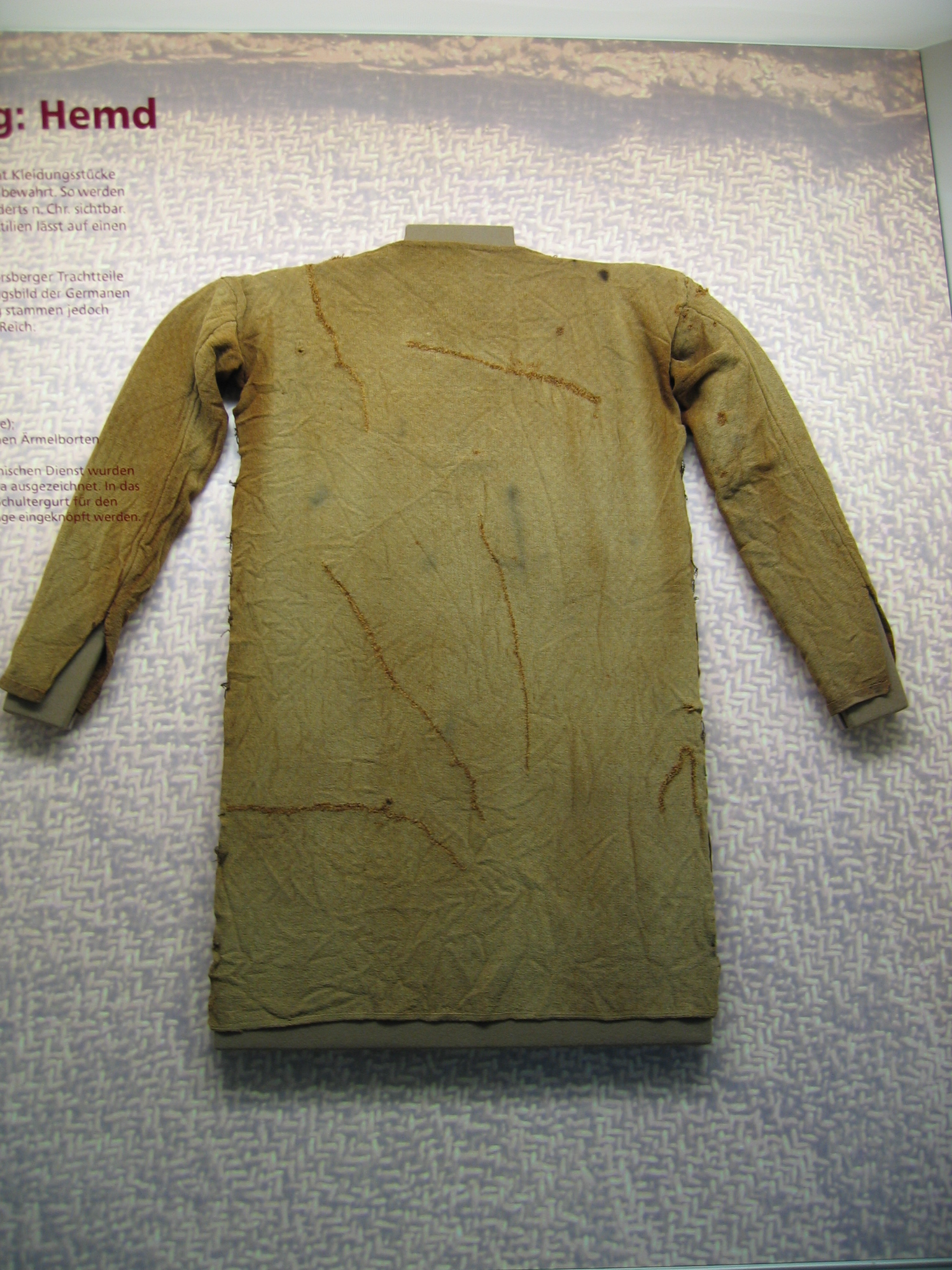
Germanische Tunika aus dem Thorsberger Moor, ca. 4. Jahrhundert

Das Hemdgewand ist ein einfach geschnittenes Kleidungsstück, das über den Kopf gezogen wird. Es besteht
- aus einer durchgehenden Stoffbahn mit einem Kopfloch und zwei seitlichen Nähten oder
- aus zwei Stoffbahnen mit Schulter- und Seitennähten oder
- aus einer Stoffbahn mit einer Schulter- und einer Seitennaht auf einer Seite.

Die Nähte sind dabei gerade, das heißt, die Stoffbahn wird bis auf einen eventuellen Ausschnitt am Kopf komplett verwendet, das Hemdgewand ist somit im Hinblick auf entstehenden Verschnitt optimal. Es ist im Prinzip ärmellos, kommt aber auch mit angesetzten Ärmeln vor. In der allereinfachsten Form ist das Hemdgewand seitlich offen und wird von einem Gürtel zusammengehalten, und der Kopfausschnitt entsteht durch einen parallel zur Stoffbahn verlaufenden Schlitz.
Das Hemdgewand ist in verschiedenen Formen bereits in den Kulturen des Altertums belegt. Dazu zählen:
- die Kalasiris im Alten Ägypten,
- das Kthoneth der Babylonier, Assyrer und Hebräer,
- das von den Persern übernommene Medische Gewand,
- der Ärmelchiton bei den Kleinasiaten und Etruskern,
- der Chiton bei den Griechen,
- die Tunika bei den Römern,
- die Dalmatika bei den Kopten,
- das bei den eisenzeitlichen Kelten und Germanen verbreitete, mit Schulterfibeln zusammengehaltene Hemdgewand,
- die mittelalterliche Cotte.

Das Hemdgewand war aber nicht nur im Alten Orient und alten Europa verbreitet, sondern auch in den alten Kulturen Asiens und im präkolumbischen Amerika sind zahlreiche Formen belegt.

Dorischer Chiton, der seitlich offen ist und mit zwei Schulterfibeln und einem Gürtel zusammengehalten wird
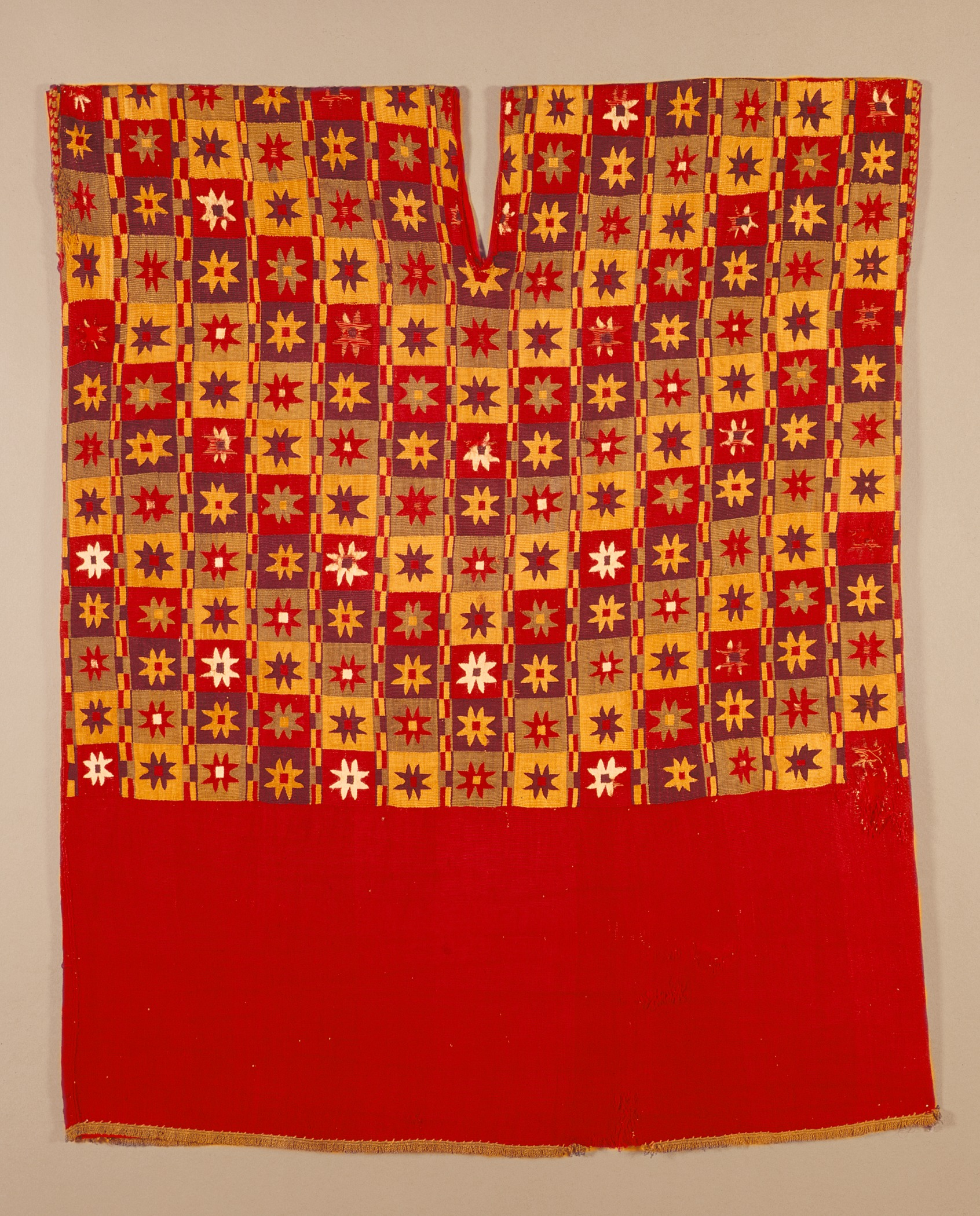
Peruanische Tunika, 1470–1532
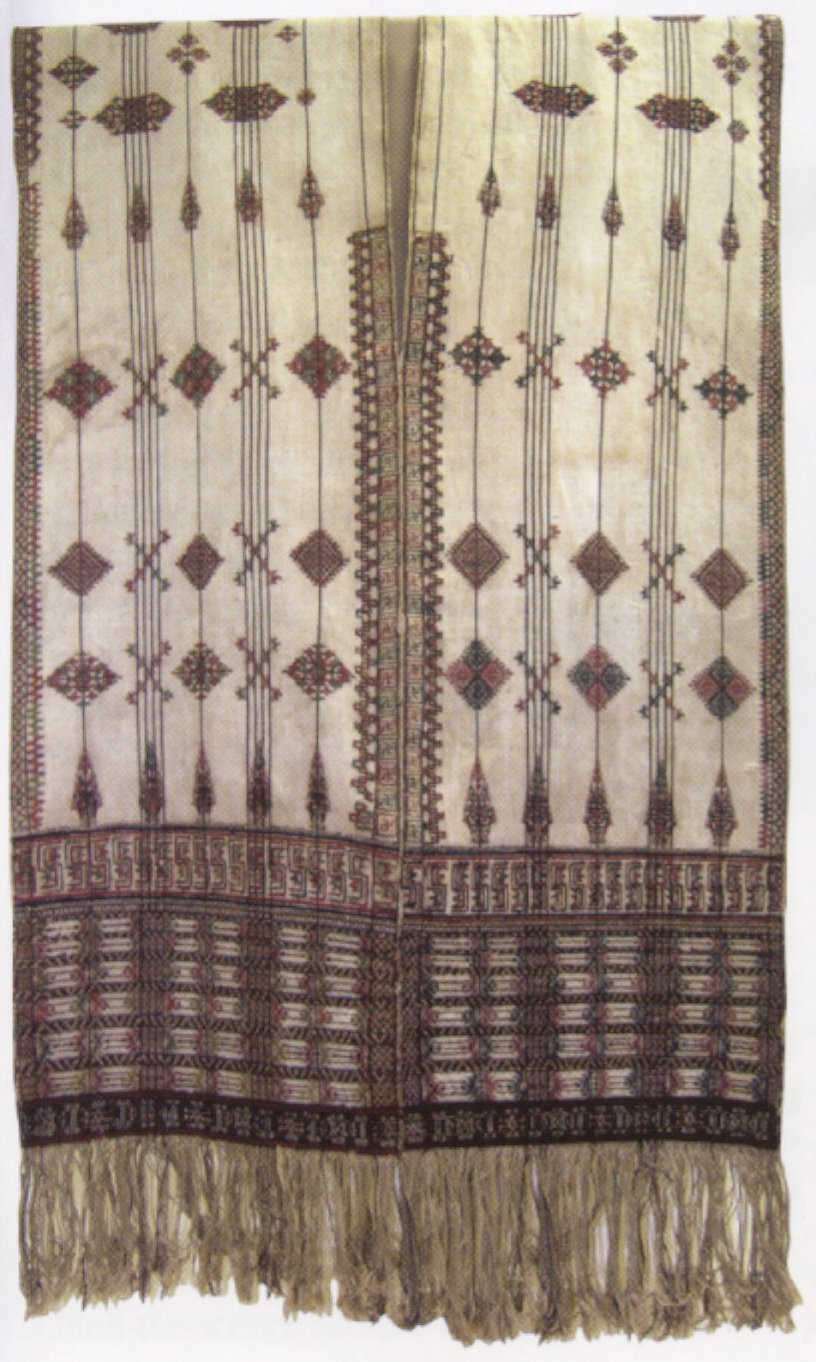
Kushung aus Bhutan, spätes 19. Jh.
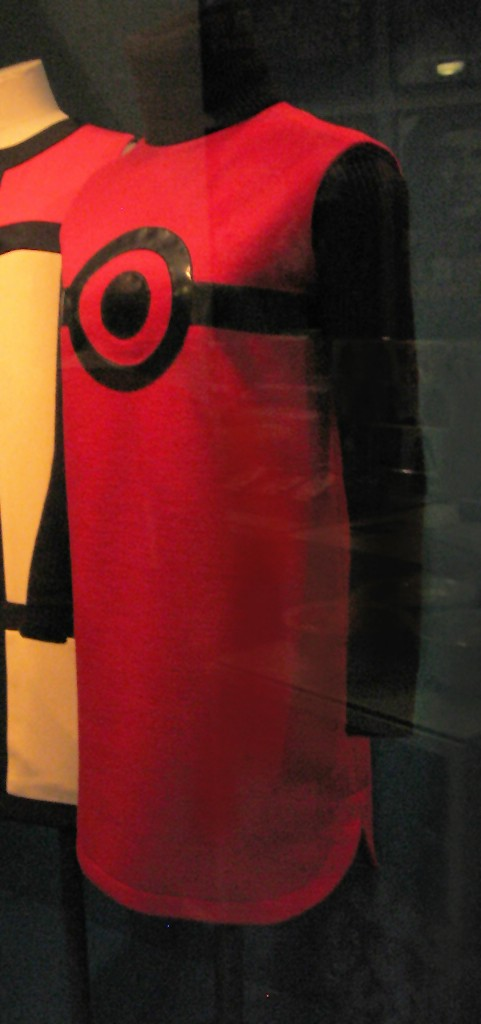
Moderne Form des Hemdgewands: Tunika von Pierre Cardin, 1967